# Black Rose
Black Rose è il diciassettesimo album in studio della cantante e attrice statunitense Cher e l'album di debutto della sua band, Black Rose. L'album venne pubblicato il 21 agosto 1980 dalla Casablanca Records.

## Descrizione
Dopo le prime esperienze con la musica Disco, Cher aprì una nuova fase della sua carriera e decise di fondare una rock band con Les Dudek. Inizialmente la band venne bene accolta dalla critica e dal pubblico per le esibizioni dal vivo, ma dopo la pubblicazione dell'album, il lavoro venne criticato negativamente e la band si sciolse l'anno successivo. Il progetto della band rimase all'oscuro dei fan di Cher, dato che proprio lei voleva restare nell'anonimato e rinnovare la propria immagine.
Diversamente dalle precedenti registrazioni di Cher, l'album è caratterizzato da un suono rock e vanta la collaborazione di artisti come Bernie Taupin, David Paich e Steve Porcaro. 
Anche dopo la promozione televisiva, la band continuò ad esibirsi come supporto, ma l'album fu ugualmente un insuccesso commerciale e non riuscì ad entrare nella Billboard 200. Black Rose è seguito da un altro album caratterizzato da sonorità rock, I Paralyze che sarà ugualmente un flop.

## Produzione

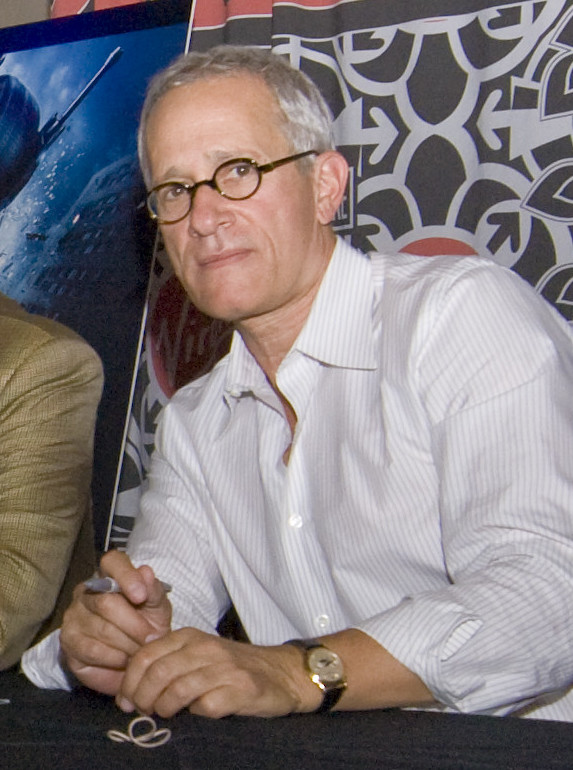
James Newton Howard, il produttore dell'album.

La band Black Rose nacque nel 1980 da un'idea di Cher e del cantante Les Dudek, all'epoca suo fidanzato. Cher divenne la frontwoman della band, mentre gli altri componenti erano: Les Dudek, Gary Ferguson, Michael Finnigan, Warren Hamm, Rocket Ritchotte e Trey Thompson. La presenza di Cher nella band rimase inizialmente anonima e non venne minimamente pubblicizzata, anche perché Cher voleva cancellare la propria immagine pubblica e rimanere in disparte almeno fino alle esibizioni dal vivo. Il progetto fu finanziato da Cher, che in quel periodo era anche impegnata a Las Vegas con il suo spettacolo A Celebration at Caesars Palace. I ricavati servirono proprio per finanziare la band.
Black Rose, l'ultimo album di Cher pubblicato dalla Casablanca Records, fu prodotto da James Newton Howard. Sulla copertina del disco non appariva il nome di Cher, mentre il suo viso era ritratto solo in quella posteriore insieme al resto della band. Dall'album venne estratto un unico singolo, Never Should've Started distribuito in due versioni: con il lato B Young and Pretty e in versione promozionale con le versioni stereo e mono della canzone. Per la prima volta in un album di Cher comparivano delle sonorità rock, che caratterizzeranno i successivi album dell'era Geffen.
A causa della scarsa promozione, Black Rose fu un flop, anche perché i fan della cantante non erano al corrente del suo nuovo progetto rock. Un anno dopo il fallimento dell'album, la band si sciolse e ciò coincise con la fine della relazione tra Dudek e Cher. Anche Cher non rimase contenta del risultato finale di questa esperienza e definì l'intero progetto un «triste fallimento».
Nel novembre 1980, la band ritornò in sala di registrazione per incidere nuove tracce da includere in un secondo album, ma questo non venne pubblicato e i brani rimangono tuttora inediti. Un'altra canzone, Don't Trust That Woman scritta da Cher e Dudek, non era stata inclusa nell'album. Dudek registrò la canzone nel 1981 per l'album Gypsy Ride. Successivamente la canzone fu riscritta da Cher e da Elton John (accreditato come Lady Choc Ice) e inclusa nell'album di John Leather Jackets.
L'album è stato pubblicato per la prima volta in versione CD dalla Polygram e poi dalla EMI. Nel CD dalla Polygram la copertina originale dell'album è stata sostituita con una differente, con una foto del viso di Cher, e accreditato come il suo diciassettesimo album, e non della band Black Rose. In Italia invece l'album è stato pubblicato per la prima volta nel 2004 dalla DV More Record.

## Promozione e concerti

Cher con la band Black Rose durante l'esibizione di Ain't Got No Money.

L'album fu promosso nel The Tonight Show Starring Johnny Carson in cui la band interpretò Never Should've Started e Julie entrambe in playback, durante il Midnight Special in cui la band cantò dal vivo Never Should've Started, Julie, You Know It e la cover di Frankie Miller Ain't Got No Money e anche durante il The Merv Griffin Show.
Per promuovere ulteriormente l'album e per aumentare le vendite, la band intraprese un mini tour, il The Black Rose Show. Anche se l'agenzia ATI voleva un «club showcase tour», Cher e la band preferirono lavorare sulla loro musica come cantanti di supporto. Inizialmente Elton John doveva usare il gruppo per aprire i concerti, ma rifiutò all'ultimo minuto. Inoltre la band alla fine del 1980 avrebbe dovuto aprire i concerti europei di Bob Seger durante il suo The Against The Wind Tour.
Durante l'estate del 1980 la band aprì i concerti della band Hall & Oates per sei date nella East Coast e la band veniva introdotta come "Black Rose, una nuova band proveniente da Los Angeles.", senza citare la presenza di Cher. Dopo l'ultimo concerto, avvenuto a Central Park, New York, la band riuscì a ricevere molto più interesse da parte della stampa, rispetto alla band Hall & Oates che cantarono per un'ora. Per alcune date, alla fine di agosto la band fu rimpiazzata dal gruppo The Silencer perché alcuni membri si ammalarono. I concerti furono ben accolti dalla critica e dal pubblico, anche se Cher dichiarò di esser dispiaciuta, perché le recensioni si erano concentrate maggiormente sulla presenza scenica della band che non sulla musica. La setlist di solito includeva Never Should've Started, Julie, You Know It, Ain't Got No Money, una piccola introduzione della band e Dirty Old Man. Cher durante il concerto non aveva cambi di parrucca o d'abito, in genere usava sempre lo stesso, dei jeans attillatissimi e una t-shirt strappata.
I costumi per i concerti e per le apparizioni televisive erano stati disegnati da Bob Mackie, e il vestito con i buchi venne riutilizzato da Cher nel video musicale di I Found Someone nel 1987. Riguardo al nuovo stile di Cher, Mackie ha commentato dicendo che era solo una fase, e che presto sarebbe tornata per vestire nuovi abiti di stile egiziano, usati successivamente per la promozione del suo profumo Uninhibited nel 1987.

## Critica
| Recensione    | Giudizio |
| ------------- | -------- |
| Billboard     | Positivo |
| People        | Negativo |
| Rolling Stone |          |
| Stereo Review | Positivo |

L'album fu accolto in modo indifferente dalla critica, e ottenne recensioni di varia natura. La voce di Cher fu a volte esaltata, altre volte aspramente criticata. Al tempo Cher era vista più come presentatrice televisiva e molti critici mettevano in discussione la sua credibilità e il suo talento.
Il giornale musicale Billboard diede un giudizio positivo, apprezzando lo stile new wave-rock della band e su Cher «la voce di Cher è carica di emozione e piena di vita lungo l'intero disco». Un altro giudizio positivo venne pubblicato nella rivista Stereo Review, anche se la band venne paragonata al gruppo Blondie. Rolling Stone assegnò all'album due stelle su cinque, dicendo che l'album «non è così brutto come ci si potrebbe aspettare», mentre definì la voce di Cher «un piagnucolio poco coinvolgente».
Infine la rivista People criticò pesantemente l'album, ma soprattutto la voce di Cher e il suo modo di pronunciare le parole. Sostenne che «You Know It beneficia di un vivace contributo pop-rock da parte di Dudek, la migliore voce dell'album». Sull'album in generale, ha scritto che è «musicalmente fine, finezza che però focalizza l'attenzione sul talento superficiale di Cher», mentre riferendosi all'esperienza precedente del batterista Gary Ferguson con la band Group with No Name (Il gruppo senza nome), ha aggiunto che «potrebbe essere notevolmente migliorato, se registrato di nuovo dal Group with No Singer (Il gruppo senza cantante)».

## Tracce
Lato A
1. Never Should've Started – 4:14 (David Foster, David Paich, James Newton Howard, Valerie Carter)
2. Julie – 3:21 (Bernie Taupin, Mike Chapman)
3. Take It From the Boys – 4:59 (Carole Bayer Sager, Bruce Roberts)
4. We All Fly Home – 3:56 (John Vastano, Viniie Poncia)

Lato B
1. 88 Degrees – 5:57 (P. A. Brown)
2. You Know It – 3:20 (Les Dudek)
3. Young and Pretty – 4:03 (Allee Willis, Richard "T" Bear Gernstein)
4. Fast Company – 3:47 (Fred Mollin, Larry Mollin)

Note aggiuntive
- You Know It: contiene un duetto tra Cher e Les Dudek.

## Crediti
Le seguenti persone hanno contribuito a Black Rose.
- Cher - Voce solista
- Les Dudek - chitarra, cori
- Ron "Rocket" Ritchotte - chitarra, cori
- Phil Brown - chitarra in "88 Degrees"
- Mike Finnigan - tastiere, cori
- James Newton Howard - produttore, sintetizzatore, tastiere
- Michael Boddicker - sintetizzatore, tastiere
- Steve Porcaro - cori
- Trey Thompson - basso
- Gary Ferguson - percussioni
- Max Gronenthal - cori
- Warren Ham - cori
- John Townsend - cori

- Anne Streer - produttore coordinatore
- Mick Mizausky - ingegneria acustica
- Tom Knox - ingegneria acustica
- Dana Latham - ingegneria acustica
- Bob Schaper - ingegneria acustica
- Skip Sailor - assistente ingegneria acustica
- Gene Meros - assistente ingegneria acustica
- Terry Christian - assistente ingegneria acustica
- Bill Schnee - mixaggio
- Mike Reese - masterizzazione
- Kosh - direttore artistico
- Aaron Rapoport - fotografia